# Saut en hauteur masculin aux championnats du monde d'athlétisme 2009
Navigation
Osaka 2007 Daegu 2011
L'épreuve du saut en hauteur masculin des championnats du monde de 2009 s'est déroulée les 19 et 21 août 2009 dans le Stade olympique de Berlin, pour la deuxième fois en Allemagne après la 4e édition à Stuttgart en 1993. Elle est remportée par le Russe Yaroslav Rybakov (photo).

## Favoris
Dans une spécialité où les classements changent rapidement, il était probable qu'un nouveau champion émergerait à Berlin, d'autant que le champion olympique en titre Andrey Silnov ne faisait pas partie de l'équipe russe et que le champion du monde sortant Donald Thomas n'avait pas brillé depuis 2007, incapable de franchir la barre d'entrée dans deux compétitions en cette année 2009. Autre absent de marque : le vice-champion olympique Germaine Mason.
Un des principaux favoris du concours devenait dès lors Ivan Ukhov, surtout en raison de ses 2,40 mètres en salle et de son récent titre national. Mais Ukhov n'avait pas encore obtenu de médaille dans une compétition d'envergure — ce qui constituerait donc un défi pour lui. Le plus expérimenté Yaroslav Rybakov avait franchi 2,35 m comme Ukhov en terminant deuxième du championnat de Russie. Qui plus est, deux fois vice-champion du monde, il venait juste de remporter la médaille de bronze à Pékin.
Ni le Chypriote Kyriakos Ioannou, ni l'Ukrainien Yuriy Krymarenko, tous deux sur les podiums dans le passé, ne semblaient être en mesure de remporter le titre en 2009 en raison de leur relative méforme - Kyriakou avait néanmoins aisément remporté la première place aux Jeux méditerranéens avec 2,30 m et Krymarenko gagné les Championnats d'Europe par équipes à Leiria avec 2,31 m.
Andrey Terechine, le 3e Russe, bien qu'ayant manqué de se qualifier pour la finale des Mondiaux à deux reprises, avait peut-être sa chance s'il était capable de renouveler ses 2,33 m du championnat de Russie.
D'autres candidats possibles aux médailles étaient Jaroslav Bába (CZE) et Raul Spank (GER), tous deux finalistes à Pékin et très réguliers depuis.

## Médaillés
| Or               | Argent           | Bronze                        |
| Yaroslav Rybakov | Kyriákos Ioánnou | Sylwester Bednarek Raul Spank |

## Résultats

### Finale
| Rang               | Athlète            | Pays       | Essais | Essais | Essais | Essais | Essais | Marque | Notes |
| Rang               | Athlète            | Pays       | 2,18 m | 2,23 m | 2,28 m | 2,32 m | 2,35 m | Marque | Notes |
| ------------------ | ------------------ | ---------- | ------ | ------ | ------ | ------ | ------ | ------ | ----- |
| Médaille d'or      | Yaroslav Rybakov   | Russie     | o      | o      | xo     | o      | xxx    | 2,32 m |       |
| Médaille d'argent  | Kyriakos Ioannou   | Chypre     | o      | o      | xxo    | o      | xxx    | 2,32 m | SB    |
| Médaille de bronze | Sylwester Bednarek | Pologne    | xo     | o      | xo     | xo     | xxx    | 2,32 m | PB    |
| Médaille de bronze | Raúl Spank         | Allemagne  | o      | o      | xxo    | xo     | xxx    | 2,32 m | =PB   |
| 5                  | Jaroslav Bába      | Tchéquie   | o      | o      | xxx    |        |        | 2,23 m |       |
| 5                  | Mickaël Hanany     | France     | o      | o      | xxx    |        |        | 2,23 m |       |
| 5                  | Martijn Nuyens     | Pays-Bas   | o      | o      | xxx    |        |        | 2,23 m |       |
| 5                  | Linus Thörnblad    | Suède      | o      | o      | xxx    |        |        | 2,23 m |       |
| 9                  | Andra Manson       | États-Unis | xo     | o      | xxx    |        |        | 2,23 m |       |
| 10                 | Ivan Ukhov         | Russie     | o      | xo     | xxx    |        |        | 2,23 m |       |
| 11                 | Giulio Ciotti      | Italie     | xo     | xxo    | xxx    |        |        | 2,23 m |       |
| 11                 | Keith Moffatt      | États-Unis | xo     | xxo    | xxx    |        |        | 2,23 m |       |
| 13                 | Kabelo Kgosiemang  | Botswana   | xxo    | xxx    |        |        |        | 2,18 m |       |

### Qualifications
Pour se qualifier en finale, il fallait atteindre 2,30 mètres ou faire partie des 12 meilleurs sauteurs.
En raison d'une place ex æquo, ils seront finalement treize à se qualifier.
| Rang | Athlète              | Nationalité | 2,10 m | 2,15 m | 2,20 m | 2,24 m | 2,27 m | 2,30 m | Résultat | Notes |
| ---- | -------------------- | ----------- | ------ | ------ | ------ | ------ | ------ | ------ | -------- | ----- |
| 1    | Kyriakos Ioannou     | Chypre      | —      | o      | o      | xxo    | o      | o      | 2,30 m   | Q,SB  |
| 2    | Linus Thörnblad      | Suède       | —      | o      | o      | o      | o      | xo     | 2,30 m   | Q     |
| 3    | Kabelo Kgosiemang    | Botswana    | —      | o      | o      | o      | xo     | xo     | 2,30 m   | Q,SB  |
| 4    | Raul Spank           | Allemagne   | —      | —      | o      | xo     | xxo    | xo     | 2,30 m   | Q     |
| 5    | Andra Manson         | États-Unis  | —      | o      | o      | xxo    | xxo    | xo     | 2,30 m   | Q     |
| 6    | Ivan Ukhov           | Russie      | —      | o      | o      | o      | o      | xxo    | 2,30 m   | Q     |
| 6    | Yaroslav Rybakov     | Russie      | —      | —      | o      | o      | o      | xxo    | 2,30 m   | Q     |
| 8    | Mickael Hanany       | France      | —      | o      | o      | xxo    | o      | xxo    | 2,30 m   | Q,SB  |
| 9    | Giulio Ciotti        | Italie      | —      | o      | o      | o      | o      | xxx    | 2,27 m   | q     |
| 9    | Keith Moffatt        | États-Unis  | —      | o      | o      | o      | o      | xxx    | 2,27 m   | q     |
| 9    | Martijn Nuyens       | Pays-Bas    | o      | o      | o      | o      | o      | xxx    | 2,27 m   | q     |
| 12   | Sylwester Bednarek   | Pologne     | o      | xo     | o      | o      | o      | xxx    | 2,27 m   | q     |
| 12   | Jaroslav Baba        | Tchéquie    | —      | —      | o      | xo     | o      | xxx    | 2,27 m   | q     |
| 14   | Jessé de Lima        | Brésil      | —      | o      | o      | xxo    | o      | xxx    | 2,27 m   |       |
| 15   | Donald Thomas        | Bahamas     | o      | o      | o      | o      | xo     | xxx    | 2,27 m   |       |
| 16   | Konstadinos Baniotis | Grèce       | —      | o      | o      | o      | xxx    |        | 2,24 m   |       |
| 17   | Trevor Barry         | Bahamas     | —      | xo     | o      | o      | xxx    |        | 2,24 m   |       |
| 18   | Andrey Tereshin      | Russie      | —      | o      | o      | xo     | xxx    |        | 2,24 m   |       |
| 18   | Yuriy Krymarenko     | Ukraine     | o      | o      | o      | xo     | xxx    |        | 2,24 m   |       |
| 20   | Oskari Frösén        | Finlande    | —      | o      | —      | xxo    | xx-    | x      | 2,24 m   |       |
| 21   | Tora Harris          | États-Unis  | —      | o      | xxo    | xxo    | x-     | xx     | 2,24 m   |       |
| 22   | Viktor Shapoval      | Ukraine     | o      | o      | o      | xxx    |        |        | 2,20 m   |       |
| 22   | Naoyuki Daigo        | Japon       | —      | o      | o      | xxx    |        |        | 2,20 m   |       |
| 22   | Javier Bermejo       | Espagne     | o      | o      | o      | x-     | xx     |        | 2,20 m   |       |
| 25   | Andriy Protsenko     | Ukraine     | o      | xo     | xo     | xxx    |        |        | 2,20 m   |       |
| 26   | Grzegorz Sposob      | Pologne     | o      | o      | xo     | xxx    |        |        | 2,20 m   |       |
| 27   | Peter Horak          | Slovaquie   | o      | o      | xxo    | xxx    |        |        | 2,20 m   |       |
| 28   | Artsiom Zaitsau      | Biélorussie | —      | o      | xxx    |        |        |        | 2,15 m   |       |
| 28   | Majd Eddine Ghazal   | Syrie       | o      | o      | xxx    |        |        |        | 2,15 m   | SB    |
| 30   | Dragutin Topic       | Serbie      | —      | xxo    | xxx    |        |        |        | 2,15 m   |       |
| -    | Sergey Zasimovich    | Kazakhstan  |        |        |        |        |        |        | DNS      |       |

## Légende
Records et Performances
- AR : Record continental (area record)
- CR : Record des championnats (championship record)
- MR : Record du meeting (meet record)
- NR : Record national (national record)
- OR : Record olympique (olympic record)
- PR : Record paralympique (paralympic record)
- PB : Record personnel (personal best)
- SB : Meilleure performance personnelle de la saison (season's best)
- WL : Meilleure performance mondiale de l'année (world leader)
- WJR : Record du monde junior (world junior record)
- WR : Record du monde (world record)

Circonstances et Conditions
- DNF : N'a pas terminé (did not finish)
- DNS : N'a pas pris le départ (did not start)
- DQ : Disqualification (disqualification)
- NM : Aucun essai valable enregistré (No Mark)
- Q : Qualifié « directement » au prochain tour (ou à la prochaine compétition), lors d'une compétition majeure, grâce au classement ou à la réalisation des minima (automatic qualifier)
- q : Qualifié au prochain tour (ou à la prochaine compétition), lors d'une compétition majeure, grâce au repêchage ou à la réalisation de l'une des meilleures performances parmi celles des « non qualifiés directement » (grâce au meilleur temps ou à la meilleure distance par exemple) (secondary qualifier)